# 5225 Loral
5225 Loral (1983 TS1) là một tiểu hành tinh vành đai chính được phát hiện ngày 12 tháng 10 năm 1983 bởi E. Bowell ở Flagstaff.